# Tracheliodes alinae
Tracheliodes alinae  (лат.) — род песочных ос рода Tracheliodes из подсемейства Crabroninae (триба Crabronini). Эндемик России: Приморский край.
Охотятся на муравьёв из подсемейства долиходерины (Liometopum orientale).

## Описание
Мелкие или среднего размера осы (самки 9,2 — 10,1 мм; самцы неизвестны), чёрные с желтоватыми отметинами на ногах. На переднем крае клипеуса 5 зубцов. Нижнечелюстные щупики 6-члениковые. Нижнегубные щупики 3-члениковые. Бока среднегруди с эпикнемиальным килем.
Усики самок 12-члениковые (у самцов состоят из 13 сегментов). Внутренние края глаз субпараллельные (без выемки). Брюшко сидячее (первый стернит брюшка полностью находится под тергитом). Переднее крыло с одной дискоидальной и тремя радиомедиальными ячейками. Вид назван в честь специалиста по муравьям Алины Ниловны Купянской (Владивосток, Биолого-почвенный институт ДВО РАН)
.